# Friederike Ott
Friederike Ott (* 1983 in Köln) ist eine deutsche Schauspielerin und Hörbuchsprecherin.

## Leben und Karriere
Friederike Ott wuchs am Niederrhein und in Bonn auf. Sie studierte zunächst Erziehungswissenschaften in Köln und begann nach dem Vordiplom im Jahr 2009 ein Schauspielstudium an der Hochschule für Musik und Darstellende Kunst in Frankfurt am Main. Bereits im dritten Studienjahr war sie als Gast an das Deutsche Theater Berlin und an das Theater Koblenz verpflichtet. Festengagements führten sie anschließend zum Staatstheater Wiesbaden unter der Leitung von Manfred Beilharz – dort legte sie 2009 extern ihr Hochschuldiplom ab – und 2011 engagierte sie Martin Kušej fest an das Residenztheater München.
Von 2017 bis 2020 war sie festes Ensemblemitglied am Schauspiel Frankfurt. Als anschließend freischaffende Schauspielerin gastierte sie am Schauspielhaus Bochum, bei den Bad Hersfeld Festspielen sowie am Düsseldorfer Schauspielhaus. Wichtige Arbeiten entstanden unter anderem mit Herbert Fritsch, Andreas Kriegenburg, David Bösch, Calixto Bieto, Marlene Anna Schäfer und Christina Tscharyiski.
2016 gestaltete sie gemeinsam mit dem Musiker Rudolf Gregor Knabl den Chanson-Abend Leben ohne Liebe nicht. Zarte Laute. am Residenztheater München, der am Schauspiel Frankfurt fortgesetzt wurde.
Sie wirkte in diversen Film- und Fernsehproduktionen mit, so übernahm sie Episodenhauptrollen sowohl im Münchner Tatort (Regie: Philip Koch, Produktion: Bayerischer Rundfunk) als auch im Wiesbadener Tatort (Regie: Rainer Kaufmann, Produktion Hessischer Rundfunk) und spielte 2022 in der internationalen BBC-Serie World on Fire an der Seite von Jonah Hauer King und Lesley Manville.
Neben der Schauspielerei ist Ott als Sprecherin im Bereich Hörspiel, Hörfunk, Fernsehen und Werbung tätig. Seit 2014 spricht sie für die Kulturmagazine Capriccio und Titel Thesen Temperamente (TTT) im Bayerischen Rundfunk, Metropolis für ARTE sowie Hörbücher für Audible. Zudem sprach sie zeitweilig für die Automarke Hyundai.
Sie lebt mit ihrem Sohn (* 2021) in Dresden, wo sie seit der Spielzeit 2024/25 festes Ensemblemitglied am Staatsschauspiel Dresden ist.

## Filmografie (Auswahl)
- 2008: Sechs auf einen Streich – König Drosselbart (TV-Reihe)
- 2009: Dreissig (Kurzfilm)
- 2009: Jetzt oder nie (Kurzfilm)
- 2011: Ein Fall für Zwei
- 2013: Meine Mutter, meine Männer (TV-Film)
- 2013: Soko 5113 (TV-Serie)
- 2014: München 7 (TV-Serie)
- 2014, 2017: Die Rosenheim-Cops (Fernsehserie, zwei Folgen)
- 2015: Die Mutprobe (Kurzfilm)
- 2015: Einer für Alle, alles im Eimer (TV-Film)
- 2015: Der Alte (TV-Serie, Folge Sündenfall)
- 2016: Unter Verdacht – Das gute Gewissen (TV-Reihe)
- 2017: Tatort: Der Tod ist unser ganzes Leben (TV-Reihe)
- 2017: Hubert und Staller (Fernsehserie, Folge Haus am See)
- 2017: Rosamunde Pilcher – Wenn Fische lächeln (TV-Film)
- 2017: Grave Butler (Kino)
- 2018: In aller Freundschaft – Die jungen Ärzte – Schmerzhafte Einsicht
- 2018: Der Staatsanwalt (Fernsehserie, Folge Liebe und Gier)
- 2018: Bella Germania
- 2019: Skylines
- 2019: SOKO Stuttgart (Fernsehserie, Folge Henriettes Erbe)
- 2019: Bettys Diagnose (Fernsehserie, Folge Ende mit Schrecken)
- 2020: Die Chefin (Fernsehserie, Folge Goliath)
- 2020: WaPo Bodensee (Fernsehserie, Folge Freischwimmer)
- 2021: SOKO Köln (Fernsehserie, Folge Absacker)
- 2021: Tatort: Murot und das Prinzip Hoffnung
- 2021: WaPo Bodensee (Fernsehserie, Folge Vergeltung)
- 2022: In aller Freundschaft (Fernsehserie, Folge Brüche)
- 2022: Tatort: Leben Tod Ekstase
- 2022: World on Fire (Fernsehserie, BBC)
- 2023: SOKO Donau (Fernsehserie, Folge Höllensturz)
- 2023: I am the Greatest (Kinofilmproduktion)
- 2024: Morden im Norden (Fernsehserie, Folge Keiner von uns)

## Theater (Auswahl)
(Quelle: Lucky Punch)
- 2007: Jugend ohne Gott von Ödön von Horváth, Regie: Julia Hölscher (Schauspiel Frankfurt)
- 2008: Die Schwärmer von Robert Musil – Regine, Regie: Franziska Marie Gramss (Deutsches Theater Berlin)
- 2008: Mutter Courage von Bertolt Brecht – Yvette Portier, Regie: Werner Tritzschler (Stadttheater Koblenz)
- 2009: Romeo und Julia von William Shakespeare – Julia, Regie: Tilmann Gersch (Staatstheater Wiesbaden)
- 2009: Figaro- der tolle Tag von Pierre-Augustin Caron de Beaumarchais – Susanne, Regie: Tilmann Gersch (Staatstheater Wiesbaden)
- 2010: Volksvernichtung oder meine Leber ist sinnlos von Werner Schwab – Desiree, Regie: Tobias Materna (Staatstheater Wiesbaden)
- 2010: The Black Rider von William S. Burroughs – Käthchen, Regie: Caroline Stolz (Staatstheater Wiesbaden)
- 2011: Zur Mittagsstunde von Neil LaBute – Gigi Regie: Wilfried Minks (Residenztheater München)
- 2012: Der Kirschgarten von Anton Tschechow – Warja, Regie: Calixto Bieito (Residenztheater München)
- 2012: Pünktchen und Anton von Erich Kästner – Pünktchen, Regie: Thomas Birkmeir (Residenztheater München)
- 2012: Die Verwandlung von Franz Kafka – Grete Samsa, Regie: Gísli Örn Garðarsson (Residenztheater München)
- 2013: Der Untergang des Hauses Usher von Edgar Allan Poe – Madeleine Usher, Regie: Suse Wächter (Residenztheater München)
- 2013: Leonce und Lena (Dunkle Nacht der Seele) nach Georg Büchner – Rosetta, Regie: Calixto Bieto (Residenztheater München)
- 2013: Der Sturm von William Shakespeare – Miranda, Regie: Gísli Örn Garðarsson (Residenztheater München)
- 2013: Der Vorname von Matthieu Delaporte und Alexandre de la Patellière – Anna Caravati, Regie: Stephan Rottkamp (Residenztheater München)
- 2014: Trilogie der Sommerfrische von Carlo Goldoni – Vittoria, Regie: Herbert Fritsch (Residenztheater München)
- 2014: Peer Gynt von Henrik Ibsen – Die Grüne / Anitra / Ingrid, Regie: David Bösch (Residenztheater München)
- 2015: Gefährliche Liebschaften von Pierre-Ambroise-François Choderlos de Laclos – Cécile Volange, Regie: Katrine Wiedemann (Residenztheater München)
- 2015: Der Prinz von Homburg von Heinrich von Kleist – Nathalie, Prinzessin von Oranien, Regie: David Bösch (Residenztheater München)
- 2016: Die 40 Tage des Musa Dagh nach Franz Werfel – Diverse, Regie: Nuran David Calis (Residenztheater München)
- 2017: Woyzeck von Georg Büchner – Marie, Regie: Roger Vontobel (Schauspiel Frankfurt)
- 2017: Husbands and Wives – Judy Roth, Regie: Christian Brey (Schauspiel Frankfurt)
- 2018: Amphitryon – Charis, Regie: Andreas Kriegenburg (Schauspiel Frankfurt)
- 2018: Klotz am Bein – Viviane, Regie: Roger Vontobel (Schauspiel Frankfurt)
- 2018: Aus Staub – Mutter, Regie: Jan Neumann (Schauspiel Frankfurt)
- 2019: Peer Gynt, Regie: Andreas Kriegenburg (Schauspiel Frankfurt)
- 2019: Die Ratten, Regie: Felicitas Brucker (Schauspiel Frankfurt)
- 2020: Und es schmilzt, Regie: Marlene Anna Schäfer (Schauspiel Frankfurt)
- 2020: IchundIch, Regie: Christina Tscharyiski (Schauspiel Frankfurt)
- 2021: Gesicht des Bösen, Regie: Lea Gockel (Schauspiel Frankfurt)
- 2022: Sherlock Holmes jagt Dr. Watson, Regie: Robert Gerloff (Schauspielhaus Bochum)
- 2023: König Lear, Regie: Tina Lanik (Bad Hersfelder Festspiele)
- 2024: Die Unverheiratete, Regie: Andreas Kriegenburg (Düsseldorfer Schauspielhaus)
- 2024: Das Wintermärchen, Regie: Lily Sykes (Staatsschauspiel Dresden)
- 2024: Der Sandmann, Regie: Sebastian Klink (Staatsschauspiel Dresden)

## Auszeichnungen
- Publikumspreis Caligari Filmfestival für Dreissig
- 2013: Kurt-Meisel-Förderpreis des Vereins der Freunde des Residenztheaters[10]
- 2013: Bayerischer Kunstförderpreis in der Sparte Darstellende Kunst[10]